# Cristian Bușoi
Cristian Silviu Bușoi (n. 1 martie 1978, Drobeta Turnu Severin) este un politician român. A fost ales deputat de Timiș în 2004 din partea Partidului Național Liberal (PNL) După 24 aprilie 2007, a fost delegat ca europarlamentar temporar, reprezentant al României. După aceea, a fost ales în această funcție la alegerile din 2007, 2009, 2014 și 2019.
Cristian Bușoi a fost pentru relativ scurtă perioadă de timp candidatul PNL pentru primăria Bucureștiului la alegerile din 2016, până în momentul în care a fost înlocuit cu Ludovic Orban.